# Los Realejos
Los Realejos är en kommun i Spanien. Den ligger i provinsen Santa Cruz de Tenerife i den autonoma regionen Kanarieöarna i sydvästra delen av landet, 1 800 km sydväst om huvudstaden Madrid. Antalet invånare är 37 522 (2024). Los Realejos ligger på ön Teneriffa.